# Иодид титана(III)
Иодид титана(III) — неорганическое соединение, соль металла титана и иодистоводородной кислоты с формулой TiI3, фиолетовые кристаллы, растворяется в воде, образует кристаллогидрат.

## Получение
- Взаимодействием простых веществ:

{\displaystyle {\mathsf {2Ti+3I_{2}\ {\xrightarrow {}}\ 2TiI_{3}}}}
- Электрохимическое восстановление раствора иодида титана(IV) в иодистоводородной кислоте:

{\displaystyle {\mathsf {2TiI_{4}\ {\xrightarrow {e^{-}}}\ 2TiI_{3}+I_{2}}}}

## Физические свойства
Иодид титана(III) образует кристаллогидрат состава TiI3•6H2O — фиолетовые кристаллы.
Хорошо растворяется в воде.

## Химические свойства
- Разлагается (диспропорционирует) при нагревании в вакууме:

{\displaystyle {\mathsf {2TiI_{3}\ {\xrightarrow {350^{o}C}}\ TiI_{2}+TiI_{4}}}}